# Agnar Mykle

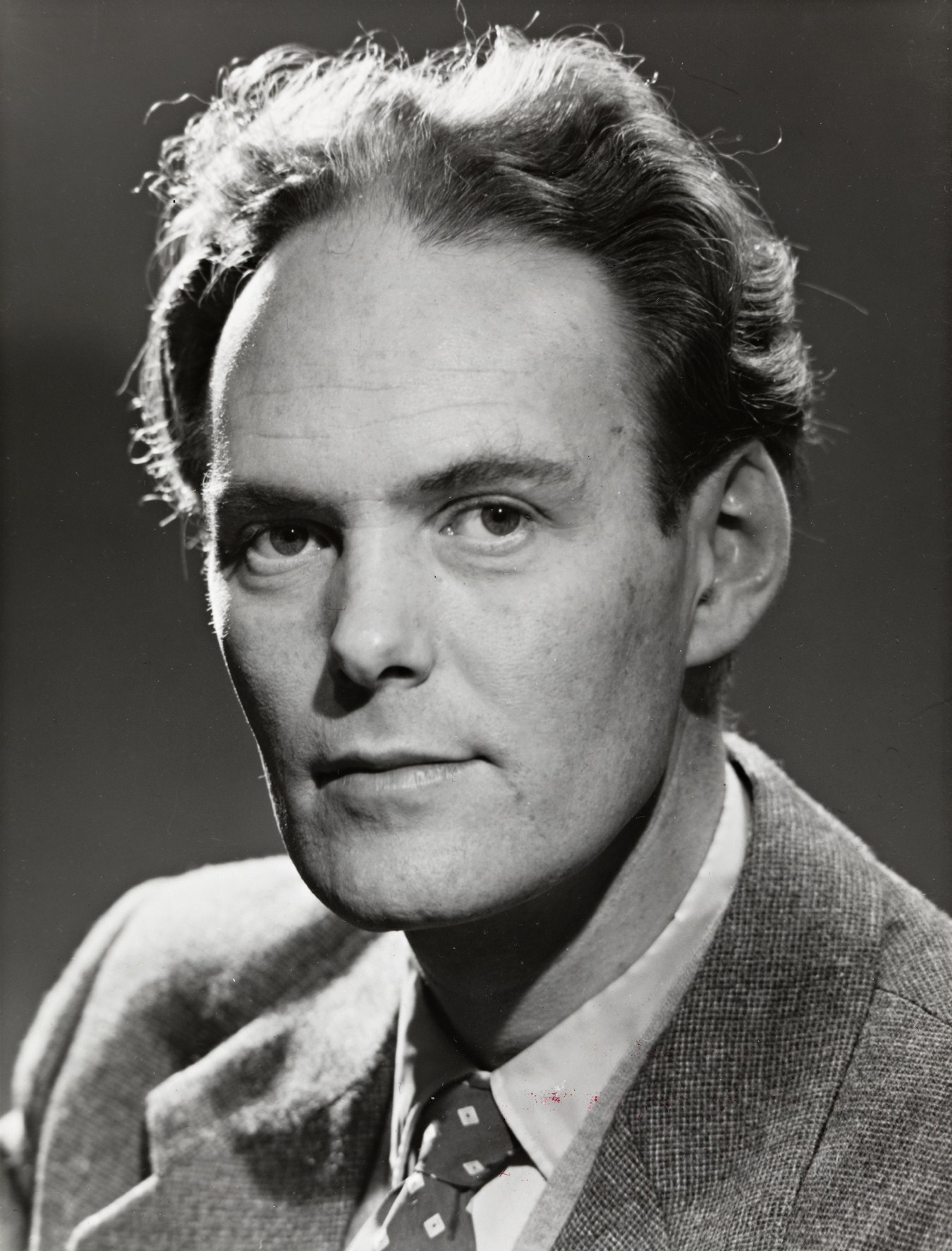
Agnar Mykle, 1956

Agnar Mykle (* 8. August 1915 in Trondheim; † 14. Januar 1994 in Asker) war ein norwegischer Schriftsteller. Er wirkte bahnbrechend in der sozialkritischen Literatur seines Landes.

## Leben
Nach einer von Krankheiten geprägten Kindheit besuchte Mykle das Wirtschaftsgymnasium in Trondheim, wo er 1935 den Abschluss machte. Kurz darauf wurde er Hilfslehrer an dieser Schule und anschließend Leiter einer ähnlichen Schule in Kirkenes. 1939 ging er an die Norwegische Handelshochschule in Bergen, um mit seinem Studium anzufangen. Obwohl schnell klar wurde, dass seine Interessen in andere Richtungen gingen, schloss er das Studium erfolgreich ab.
In den 1940er Jahren war er für die Arbeiterbewegung als Journalist tätig. Sein erstes Buch war 1948 eine Sammlung von Kurzgeschichten. Seine Romane „Liebe ist eine einsame Sache“, „Das Lied vom roten Rubin“ und „Rubicon“ tragen stark autobiographische Züge und gelten als Meilensteine der norwegischen Literatur.
„Das Lied vom roten Rubin“  brachte ihm 1957 einen Gerichtsprozess ein, der großes Aufsehen erregte. Man klagte ihn der Verbreitung pornographischer und unmoralischer Schriften an. In Deutschland wurden Verkauf und Weitergabe an Minderjährige verboten. Zwar wurde Mykle schließlich freigesprochen, die als unzutreffend empfundenen Anschuldigungen zeichneten ihn aber für den Rest seines Lebens, das er in strenger Zurückgezogenheit verbrachte. Bis zu seinem Tod veröffentlichte er nur noch wenig.
1959 kaufte Mykle ein altes Bauernhaus in Asker, das er translozierte und seitdem mit seiner Familie bewohnte.
Erst 1993 stellte er sich wieder Gesprächen mit einem Mitarbeiter seines Verlages zur Verfügung, die später als Buch erschienen.
Seine Leidenschaft war die Musik. Er spielte in Marschkapellen und Bands mit. Außerdem liebte er das Puppentheater, worüber er mit seiner Frau Jane ein Buch schrieb.

## Werk
Seine Werke stehen in der Tradition des Realismus und schildern detailreich, zuweilen sarkastisch, zuweilen humorvoll, immer tief blickend Menschen seiner Zeit in ihren oft verfahrenen gesellschaftlichen und psychologischen Situationen. Schonungslos beschreibt er insbesondere sexuelle Bedürfnisse, Zwänge und ihre Folgen. Er empfand eine immense Abhängigkeit des Mannes von der Frau, worin sich viele Leser wiederfanden. Sein Eintreten für die Aufhebung von gesellschaftlichen Tabus gegenüber sexuellen Dingen hatte starken Einfluss auf den Wandel der sexuellen Ansichten im Skandinavien der 1950er und 60er Jahre. In der aktuellen Rezeption wurde seinen Romanen Misogynie und Verharmlosung von Vergewaltigung angelastet.
Die Romane „Das Lied vom roten Rubin“ und „Liebe ist eine einsame Sache“ wurden bis Ende der 1950er Jahr eine halbe Million Mal verkauft. Seine Romane wurden ins Englische und ins Deutsche übersetzt und erlebten eine große Verbreitung, auch in den USA.
Mykle setzte sich außerdem für die Sprachform Riksmål ein, in welcher er auch einiges schrieb.

## Werkverzeichnis

### Romane
- Tyven, tyven skal du hete. 1951
  - dt. Wie ein Dieb in der Nacht. Übersetzt von Albrecht Leonhardt, Ewald Skulima, Heidelberg 1962.
- Lasso rundt fru Luna. 1954
  - dt. Liebe ist eine einsame Sache. Übersetzt von Albrecht Leonhardt, Bertelsmann Lesering, Gütersloh 1960, und Lothar Schneider, Ullstein Verlag, Berlin 2019.
- Sangen om den røde rubin. 1956
  - dt. Das Lied vom roten Rubin. Übersetzt von Ewald Skulima, Heidelberg 1958, und Ulrich Sonnenberg, Ullstein Verlag, Berlin 2019.
- Rubicon. 1965
  - dt. Rubicon. Ewald Skulima, Heidelberg 1966, ISBN 978-82-525-0181-0.
- Dukketeater. 1954
- Mine bøker er musikk: møter med Agnar Mykle

### Novellen
- Taustigen. 1948
- Jeg er like glad sa gutten. 1952
- Kors på halsen. 1958
  - dt. Eine Blume im Knopfloch. Übersetzt von Albrecht Leonhardt, Ewald Skulima, Heidelberg 1960.
- Largo. 1967

Posthum erschienen:
- Mannen fra Atlantis. 1997
- En flodhest på parnasset. 1998
- Alter og disk. 1998